# Иваново-Ильино
Ива́ново-Ильино́ — деревня в Палехском районе Ивановской области (Раменское сельское поселение) в 12,6 км к юго-западу от Палеха (20,2 км по дорогам). Длина деревни 1 км. Количество домов 43. Деревня расположена на правом берегу реки Люлех. Деревню основал Иван Ильин в 1780 году.

## Население
| 1859 | 1905 | 2010 |
| ---- | ---- | ---- |
| 136  | ↘128 | ↘7   |

 В 1780 году 1 человек